# 高知ユースホステル
高知ユースホステル（こうちユースホステル）は日本ユースホステル協会に加盟している高知県のユースホステル。酒造メーカーの勤務経験のあるオーナーによる日本酒に関する行事が行われることもある。

## 設備
- 個人や小グループに適している
- グループで一室利用可
- 余裕があればグループで一室利用可
- ゲストルームあり
- 駐車場あり
- 駐輪場あり
- 自炊室あり
- 洗濯機あり
- 乾燥機あり
- 荷物預かりあり
- 英語による予約可

## 休館
臨時休館あり

## アクセス
- JR土讃線円行寺口駅より徒歩5分又は、南はりまや橋バス停よりとさでん交通宝町・福井経由鳥越行バス、東福井下車0分

## 周辺情報
- 高知城
- 寺田寅彦記念館
- 旧山内家下屋敷長屋展示館
- 高知市立龍馬の生まれた町記念館